# Consejería de Educación, Cultura, Universidades y Empleo
La Consejería de Educación, Cultura, Universidades y Empleo (en valenciano, Conselleria d'Educació, Cultura, Universitats i Ocupació) es una consejería o departamento del Consejo de la Generalidad Valenciana con las competencias de educación y ordenación académica, formación profesional, enseñanzas artísticas superiores, enseñanzas universitarias, política lingüística, política científica y de investigación, empleo y seguridad y salud laboral.
Las competencias de esta consejería han estado distribuidas de distinta manera en los sucesivos gobiernos, aunque educación y cultura han estado mayoritariamente unidas a una misma consejería, sumando en algunos momentos puntuales competencias como la de ciencia. En el actual gobierno, se decidió separar las competencias sobre cultura y deporte en otra consejería distinta.
Desde 2023, el Consejero de Educación, Universidades y Empleo es José Antonio Rovira Jover.

## Estructura
La Consejería de Educación, Universidades y Empleo de la Generalidad Valenciana se estructura en los siguientes órganos:
- La Subsecretaría
  - La Dirección General de Infraestructuras Educativas y para el Empleo
  - La Dirección General de Tecnologías Educativas y para el Empleo
- La Secretaría Autonómica de Educación
  - La Dirección General de Personal Docente
  - La Dirección General de Centros Docentes
  - La Dirección General de Ordenación Educativa y Política lingüística
  - La Dirección General de Innovación e Inclusión Educativa
  - La Dirección General de Formación Profesional
- La Secretaría Autonómica de Universidades
  - La Dirección General de Universidades e Investigación
- La Secretaría Autonómica de Empleo
  - La Dirección General de Trabajo, Cooperativismo y Seguridad Laboral

## Organismos adscritos

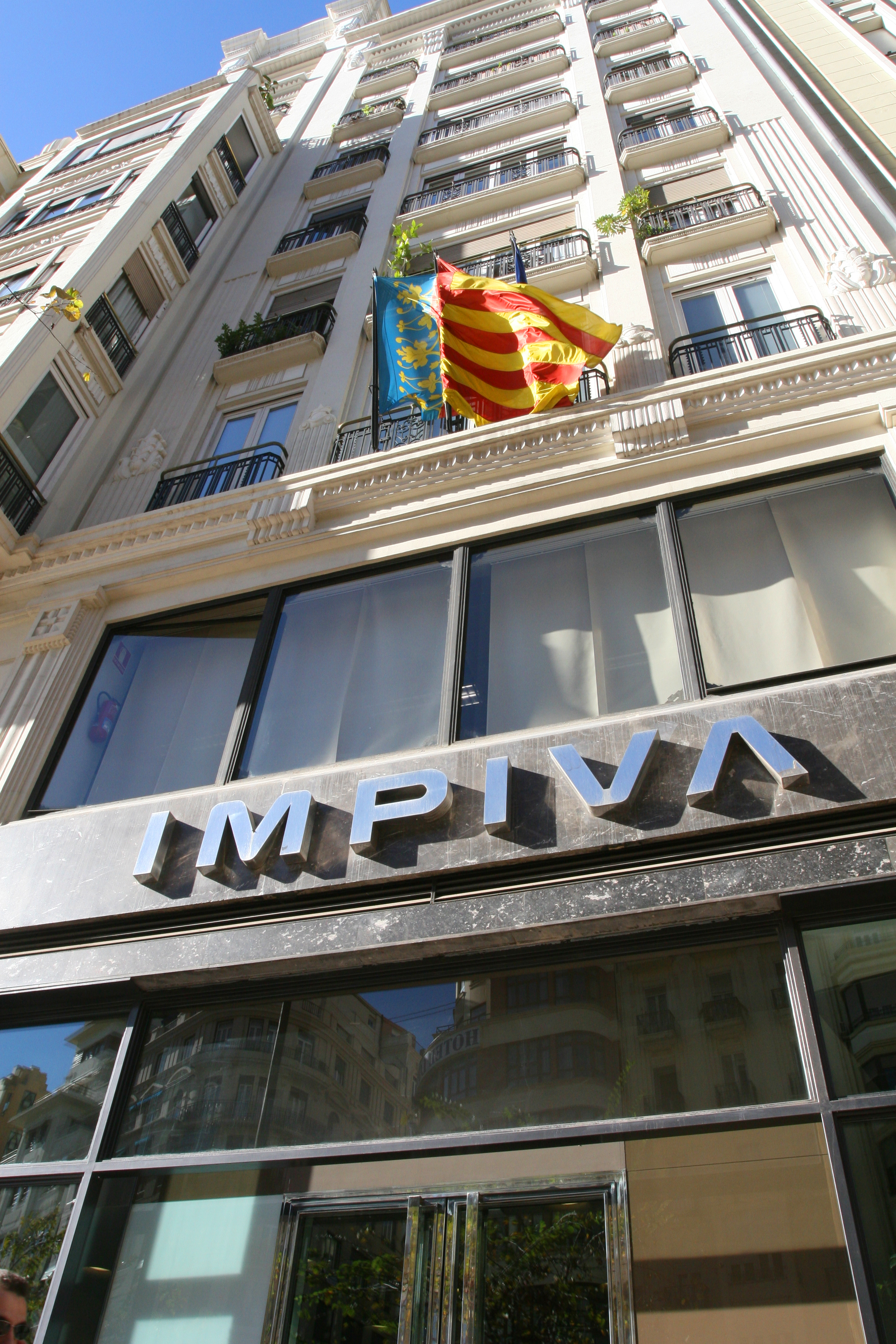
Sede del IVACE en Valencia.

Diferentes organismos públicos situados dentro del territorio valenciano se encuentran adscritos a la Consejería de Educación, Universidades y Empleo de la Generalidad Valenciana. Además, algunos de ellos dependen directamente del Ministerio de Educación y Formación Profesional. Cabe destacar que muchos de ellos están financiados por el Fondo Europeo de Desarrollo Regional:
- Agencia Valenciana de Evaluación y Prospectiva (AVAP)
- Centro de Artesanía Comunidad Valenciana
- Consejo Escolar de la Comunidad Valenciana
- Instituto Superior de Enseñanzas Artísticas de la Comunidad Valenciana (ISEACV)
- Instituto Valenciano de Competitividad Empresarial (IVACE)
- Instituto Valenciano de Seguridad y Salud en el Trabajo (INVASSAT)
- Fundación de la Comunidad Valenciana para el Fomento de Estudios Superiores (FFES)
- Servicio Valenciano de Empleo y Formación (LABORA)

## Organización territorial

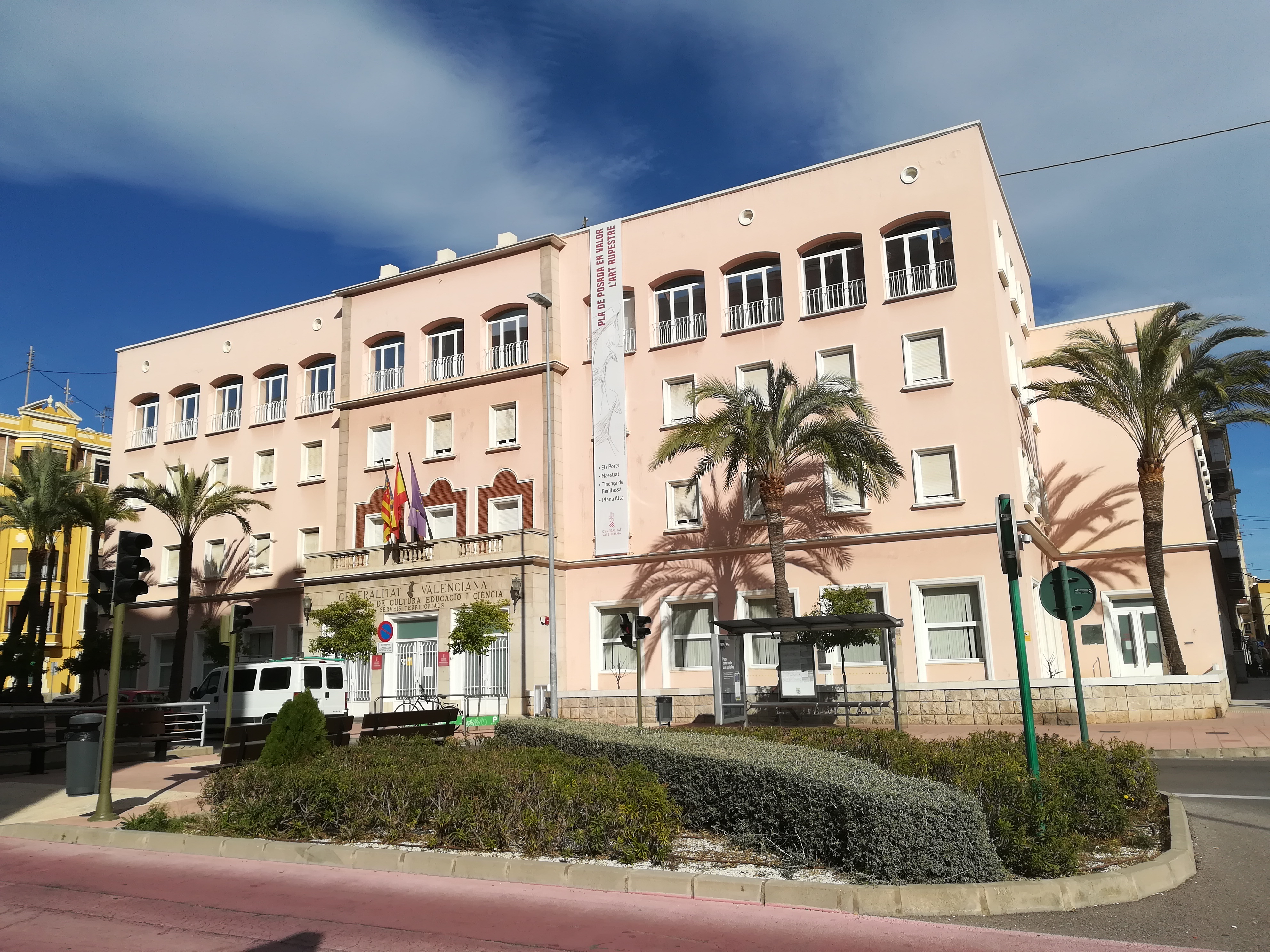
D. T. de Castellón.

Cada provincia valenciana dispone de una dirección territorial de la Consejería de Educación, Universidades y Empleo, la cual se encarga de desarrollar los planes y programas de esta en el ámbito educativo y de dirigir su actividad dentro de su jurisdicción. Por lo tanto, en el territorio valenciano hay tres direcciones territoriales de educación:
- Dirección territorial de Alicante
- Dirección territorial de Castellón
- Dirección territorial de Valencia

## Consejeros
| Legislatura                                               | Inicio                                             | Fin                                                | Titular                                            | Partido                                            |
| --------------------------------------------------------- | -------------------------------------------------- | -------------------------------------------------- | -------------------------------------------------- | -------------------------------------------------- |
| Preautonómica                                             |                                                    |                                                    |                                                    |                                                    |
| Consejería de Educación y Ciencia                         |                                                    |                                                    |                                                    |                                                    |
| 10 de abril de 1978                                       | 30 de junio de 1979                                | José Luis Barceló Rodríguez                        | UCD                                                |                                                    |
| Consejería de Educación y Cultura                         |                                                    |                                                    |                                                    |                                                    |
| 30 de junio de 1979                                       | 15 de septiembre de 1981                           | Josep Peris Soler                                  | UCD                                                |                                                    |
| Consejería de Educación                                   |                                                    |                                                    |                                                    |                                                    |
| 15 de septiembre de 1981                                  | 1 de diciembre de 1982                             | Amparo Cabanes Pecourt                             | Independiente                                      |                                                    |
| Transición                                                |                                                    |                                                    |                                                    |                                                    |
| Consejería de Cultura, Educación y Ciencia                |                                                    |                                                    |                                                    |                                                    |
| 1 de diciembre de 1982                                    | 28 de junio de 1983                                | Ciprià Ciscar Casaban                              | PSPV-PSOE                                          |                                                    |
| I (1983-1987)                                             | 28 de junio de 1983                                | 24 de julio de 1985                                | Ciprià Ciscar Casaban                              | PSPV-PSOE                                          |
| II (1987-1991)                                            |                                                    |                                                    |                                                    |                                                    |
| 24 de julio de 1985                                       | 19 de septiembre de 1989                           | Ciprià Ciscar Casaban                              | PSPV-PSOE                                          |                                                    |
| 19 de septiembre de 1989                                  | 16 de julio de 1991                                | Antoni Escarré Esteve                              | PSPV-PSOE                                          |                                                    |
| III (1991-1995)                                           |                                                    |                                                    |                                                    |                                                    |
| 16 de julio de 1991                                       | 12 de julio de 1993                                | Andreu López Blasco                                | PSPV-PSOE                                          |                                                    |
| Consejería de Educación y Ciencia                         |                                                    |                                                    |                                                    |                                                    |
| 12 de julio de 1993                                       | 6 de julio de 1995                                 | Joan Romero González                               | PSPV-PSOE                                          |                                                    |
| IV (1995-1999)                                            |                                                    |                                                    |                                                    |                                                    |
| Consejería de Cultura, Educación y Ciencia                |                                                    |                                                    |                                                    |                                                    |
| 6 de julio de 1995                                        | 7 de mayo de 1996                                  | Fernando Villalonga Campos                         | PPCV                                               |                                                    |
| 7 de mayo de 1996                                         | 24 de febrero de 1997                              | Marcela Miró Pérez                                 | PPCV                                               |                                                    |
| 24 de febrero de 1997                                     | 23 de enero de 1999                                | Francisco Camps Ortiz                              | PPCV                                               |                                                    |
| 23 de enero de 1999                                       | 23 de julio de 1999                                | Manuel Tarancón Fandos                             | PPCV                                               |                                                    |
| V (1999-2003)                                             |                                                    |                                                    |                                                    |                                                    |
| 23 de julio de 1999                                       | 22 de mayo de 2000                                 | Manuel Tarancón Fandos                             | PPCV                                               |                                                    |
| Consejería de Cultura y Educación                         |                                                    |                                                    |                                                    |                                                    |
| 22 de mayo de 2000                                        | 21 de junio de 2003                                | Manuel Tarancón Fandos                             | PPCV                                               |                                                    |
| VI (2003-2007)                                            |                                                    |                                                    |                                                    |                                                    |
| Consejería de Cultura, Educación y Deporte                |                                                    |                                                    |                                                    |                                                    |
| 21 de junio de 2003                                       | 27 de agosto de 2004                               | Esteban González Pons                              | PPCV                                               |                                                    |
| 27 de agosto de 2004                                      | 29 de junio de 2007                                | Alejandro Font de Mora Turón                       | PPCV                                               |                                                    |
| VII (2007-2011)                                           |                                                    |                                                    |                                                    |                                                    |
| Consejería de Educación                                   |                                                    |                                                    |                                                    |                                                    |
| 29 de junio de 2007                                       | 22 de junio de 2011                                | Alejandro Font de Mora Turón                       | PPCV                                               |                                                    |
| VIII (2011-2015)                                          |                                                    |                                                    |                                                    |                                                    |
| Consejería de Educación, Formación y Ocupación            |                                                    |                                                    |                                                    |                                                    |
| 22 de junio de 2011                                       | 2 de enero de 2012                                 | José Císcar Bolufer                                | PPCV                                               |                                                    |
| 2 de enero de 2012                                        | 10 de diciembre de 2012                            | María José Català Verdet                           | PPCV                                               |                                                    |
| Consejería de Educación, Cultura y Deporte                |                                                    |                                                    |                                                    |                                                    |
| 10 de diciembre de 2012                                   | 30 de junio de 2015                                | María José Català Verdet                           | PPCV                                               |                                                    |
| IX (2015-2019)                                            |                                                    |                                                    |                                                    |                                                    |
| Consejería de Educación, Investigación, Cultura y Deporte |                                                    |                                                    |                                                    |                                                    |
| 30 de junio de 2015                                       | 17 de junio de 2019                                | Vicent Marzà Ibáñez                                | Compromís                                          |                                                    |
| X (2019-2023)                                             |                                                    |                                                    |                                                    |                                                    |
| Consejería de Educación, Cultura y Deporte                |                                                    |                                                    |                                                    |                                                    |
| 17 de junio de 2019                                       | 14 de mayo de 2022                                 | Vicent Marzà Ibáñez                                | Compromís                                          |                                                    |
| 14 de mayo de 2022                                        | 19 de julio de 2023                                | Raquel Tamarit Iranzo                              | Compromís                                          |                                                    |
| XI (2023-)                                                | Consejería de Educación, Universidades y Ocupación | Consejería de Educación, Universidades y Ocupación | Consejería de Educación, Universidades y Ocupación | Consejería de Educación, Universidades y Ocupación |
| XI (2023-)                                                | 19 de julio de 2023                                | En el cargo                                        | José Antonio Rovira Jover                          | PPCV                                               |